# Галичњак
Галичњак је мало ненасељено острво у хрватском делу Јадранског мора.
Налази се северно од острва Мљета пред улазом у залив Собра између рта Пустин и острва Боровац, од којег је удаљен око 1,8 км. Површина острва износи 0,028 км². Дужина обалске линије је 0,65 км.. Највиши врх на острву је висок 27 метара.